# Günter Heede
Günter Heede (* 14. November 1953) ist ein deutscher Autor alternativmedizinischer Bücher. Er bezeichnet sich selbst als Geistheiler und „Free Energy Trainer“.

## Leben
Heede machte eine Methode unter der Bezeichnung Matrix-Energetics, die ursprünglich in den USA von Richard Bartlett entwickelt wurde, in Deutschland bekannt. Es handelt sich um eine Methode, die sich an der wissenschaftlich nicht haltbaren Quantenheilungstheorie orientiert. Diese Theorie ist laut dem Quantenphysiker Florian Aigner „eine reine Verkaufsstrategie“, die Aussagen aus der Quantenphysik willkürlich auf medizinische Probleme verallgemeinert.
Heede ist Mitbegründer des Berufsverbandes für Vitametik (zuvor Vitalogie), den er auch leitete. Ab 2008 begann er, Seminare zu geben.

## Rechtsstreit
Heede versuchte im Jahr 2009 die Wortschöpfung „Matrix-Energetics“ vor dem europäischen Harmonisierungsamt für den Binnenmarkt (HABM) als geschützte Gemeinschaftsmarke eintragen zu lassen, scheiterte aber an einem absoluten Eintragungshindernis, da „der Anmeldemarke als rein beschreibender Angabe keine Unterscheidungskraft zukomme“, wie das Gericht der Europäischen Union im November 2013 entschied.

## Publikationen
- mit Wolf Schriewersmann: Matrix inform: Heilung im Licht der Quantenphysik; Selbstanwendung leicht gemacht. SüdWest-Verlag, München 2010, ISBN 978-3-517-08614-9.
- mit Wolf Schriewersmann: Das Leben aktiv gestalten mit Matrix Inform: Quantenbewusstsein erschafft Realität. SüdWest-Verlag, München 2011, ISBN 978-3-517-08697-2.
- Den Lebensplan erkennen mit Matrix Inform: Ganzheitliche Quantenheilung praktisch anwenden. Irisiana Verlag, München 2012, ISBN 978-3-424-15134-3.
- Matrix Inform: Quantenheilung auf einen Blick – einfach und effektiv. Irisiana Verlag, München 2013, ISBN 978-3-424-15204-3.